# Fort des Sartelles
Le fort des Sartelles, appelé brièvement fort Rosière, est construit à 315 mètres d’altitude en rive gauche de la Meuse.
Par le décret du 21 janvier 1887, le ministre de la Guerre Georges Boulanger renomme tous les forts, batteries et casernes avec les noms d'anciens chefs militaires. Pour le fort des Sartelles, son « nom Boulanger » est en référence au général Louis-François Carlet de La Rozière. Le nouveau nom est gravé au fronton de l'entrée. Dès le 13 octobre 1887, le successeur de Boulanger au ministère, Théophile Ferron, abroge le décret. Le fort reprend officiellement son nom précédent, tout en gardant le nom Boulanger à son fronton.

## État actuel
Le fort est la propriété du ministère des Armées ; il est intégré dans le terrain de manœuvre dit de La Chaume, son accès est donc interdit.